# Radoslava Mavrodieva
Radoslava Mavrodieva-Yankova (in bulgaro Радослава Мавродиева-Янкова?; Sliven, 13 marzo 1987) è una pesista bulgara.

## Palmarès
| Anno | Manifestazione    | Sede           | Evento         | Risultato | Prestazione | Note                                     |
| ---- | ----------------- | -------------- | -------------- | --------- | ----------- | ---------------------------------------- |
| 2004 | Mondiali juniores | Grosseto       | Getto del peso | 6ª        | 15,79 m     |                                          |
| 2005 | Europei juniores  | Kaunas         | Getto del peso | 5ª        | 15,72 m     |                                          |
| 2010 | Europei           | Barcellona     | Getto del peso | 18ª (q)   | 15,58 m     |                                          |
| 2011 | Europei indoor    | Parigi         | Getto del peso | 12ª (q)   | 15,24 m     |                                          |
| 2011 | Mondiali          | Taegu          | Getto del peso | 23ª (q)   | 15,76 m     |                                          |
| 2012 | Mondiali indoor   | Istanbul       | Getto del peso | nm (q)    | nm (q)      |                                          |
| 2012 | Europei           | Helsinki       | Getto del peso | 6ª        | 18,14 m     |                                          |
| 2012 | Giochi olimpici   | Londra         | Getto del peso | nm (q)    | nm (q)      |                                          |
| 2013 | Europei indoor    | Göteborg       | Getto del peso | 10ª (q)   | 17,32 m     | Miglior prestazione personale stagionale |
| 2013 | Mondiali          | Mosca          | Getto del peso | 19ª (q)   | 17,34 m     |                                          |
| 2014 | Mondiali indoor   | Sopot          | Getto del peso | 17ª (q)   | 16,48 m     |                                          |
| 2014 | Europei           | Zurigo         | Getto del peso | 12ª       | 16,98 m     |                                          |
| 2015 | Europei indoor    | Praga          | Getto del peso | Bronzo    | 17,83 m     |                                          |
| 2016 | Mondiali indoor   | Portland       | Getto del peso | 6ª        | 18,00 m     | Miglior prestazione personale stagionale |
| 2016 | Europei           | Amsterdam      | Getto del peso | 5ª        | 18,10 m     |                                          |
| 2016 | Giochi olimpici   | Rio de Janeiro | Getto del peso | 21ª (q)   | 17,20 m     |                                          |
| 2017 | Europei indoor    | Belgrado       | Getto del peso | Argento   | 18,38 m     | Miglior prestazione personale            |
| 2017 | Mondiali          | Londra         | Getto del peso | 21ª (q)   | 16,99 m     |                                          |
| 2018 | Mondiali indoor   | Birmingham     | Getto del peso | 15ª       | 16,33 m     |                                          |
| 2018 | Europei           | Berlino        | Getto del peso | 6ª        | 18,03 m     |                                          |
| 2019 | Europei indoor    | Glasgow        | Getto del peso | Oro       | 19,12 m     | Miglior prestazione personale            |

## Altre competizioni internazionali
2015
- 4ª in Coppa Europa invernale di lanci ( Leiria), getto del peso - 17,17 m